# Senat (Czechy)
Senat (Senat Parlamentu Republiki Czeskiej, cz. Senát Parlamentu České republiky) – izba wyższa czeskiego parlamentu. Tworzy go 81 przedstawicieli wybieranych w wyborach powszechnych, systemem większościowym. Kadencja trwa sześć lat, jednak co dwa lata następuje wymiana 1/3 senatorów. Przewodniczącym Senatu jest Miloš Vystrčil z ODS.

## Siedziba
Siedziba czeskiego Senatu mieści się w Pałacu Wallensteina w Pradze, znajdującego się w pobliżu Pałacu Kolovrata i Pałacu Książęcego.

## Historia
W historii Czech izba wyższa parlamentu po raz pierwszy pojawiła się w czasach istnienia I Republiki Czechosłowackiej. Został ustanowiony 29 stycznia 1920 r. i nawiązywać miał do tradycji ustrojowej takich państw jak Austro-Węgry, Francja czy Stany Zjednoczone. Liczył on 150 członków, którzy mieli być wybierani na 8-letnią kadencję spośród kandydatów, którzy ukończyli 45. rok życia. Pierwsze wybory miały miejsce w maju tego samego roku. Po zakończeniu II wojny światowej Senat został zlikwidowany.
Przywrócono go 16 grudnia 1992 r. w niepodległych Czechach na mocy nowej konstytucji. Pierwsze wybory do drugiej izby czeskiego parlamentu odbyły się w 1996 r.

## Struktura
Senatorowie pracują w komisjach. Na czele izby stoi przewodniczący, który zajmuje drugie miejsce w państwie po prezydencie. Zastępuje go I wiceprzewodniczący oraz czterech wiceprzewodniczących, którzy tworzą Prezydium Senatu.

## Wybory
Senatorowie wybierani są w wyborach większościowych w 81 okręgach jednomandatowych bezwzględną większością głosów (jeśli żaden z kandydatów jej nie uzyska, odbywa się druga tura z udziałem dwóch kandydatów z największym poparciem w pierwszej turze). Kandydaci na senatorów muszą mieć ukończone 40 lat. Nie muszą przynależeć do partii politycznych, ale aby kandydować muszą uzyskać 1000 podpisów pełnoletnich obywateli popierających ich start w wyborach oraz zapłacić kaucję w wysokości 20 tys. koron czeskich.
Kadencja Senatu wynosi 6 lat, przy czym co dwa lata odnawiana jest 1/3 składu. W pierwszych wyborach wybierani są senatorowie z okręgów 1, 4, 7, ... 79, dwa lata później z kolejnych okręgów: 3, 6, 9, ... 81, a następnie pozostali.

## Członkowie
Po ostatnich wyborach z października 2018 roku, w skład senatu wchodzą przedstawiciele następujących ugrupowań:
- STAN: 19 senatorów
- ODS: 18 senatorów
- KDU-ČSL: 15 senatorów
- ČSSD: 13 senatorów
- ANO: 7 senatorów
- SENÁTOR 21: 6 senatorów
- inne: 3 senatorowie.

## Przewodniczący Senatu

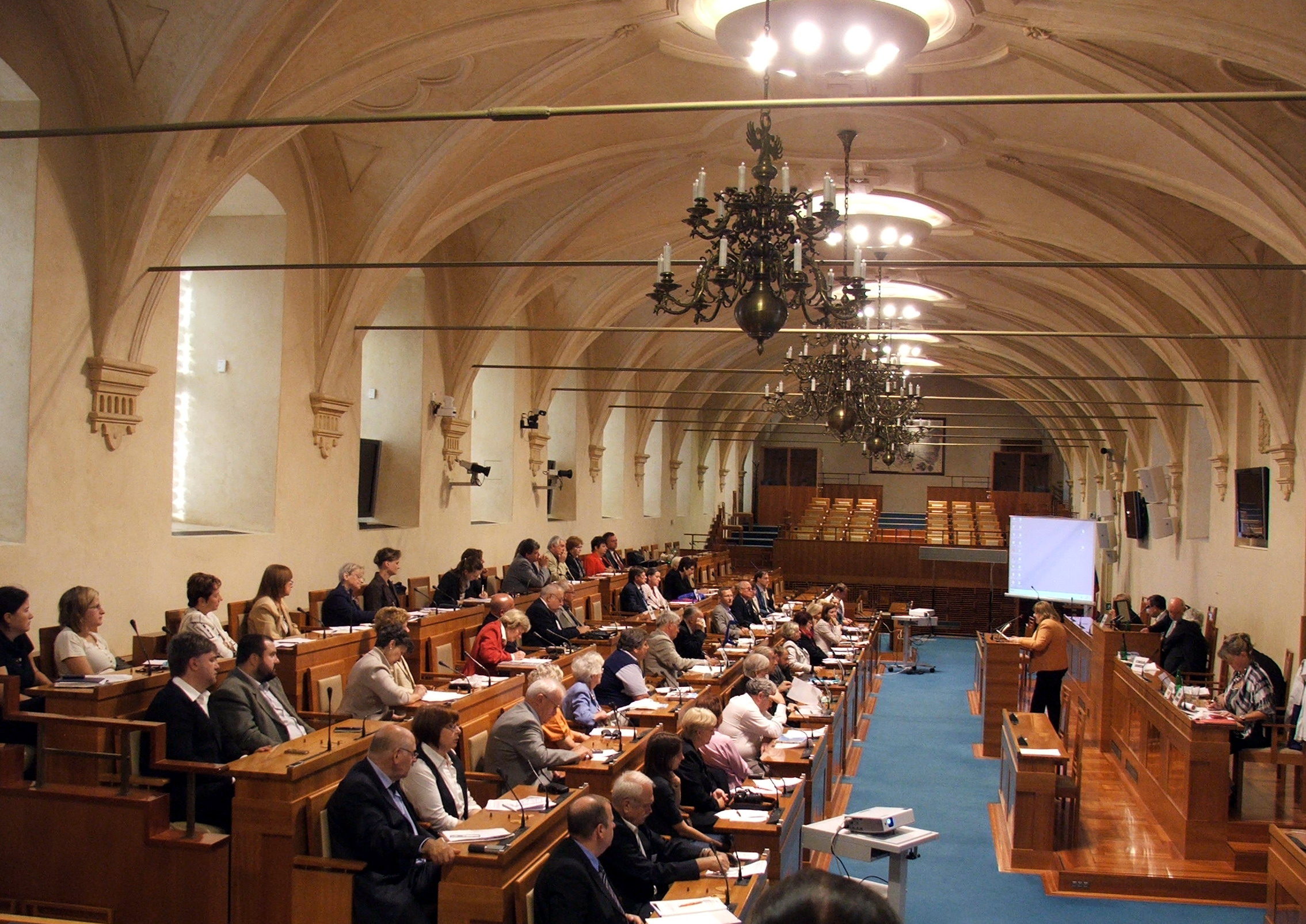
Sala posiedzeń

| L.p. | Imię i nazwisko | Lata                                  | Partia  |
| ---- | --------------- | ------------------------------------- | ------- |
| 1    | Jaroslav Musial | 18 grudnia 1996 - 18 grudnia 1996     | ČSSD    |
| 2    | Petr Pithart    | 18 grudnia 1996 - 16 grudnia 1998     | KDU-ČSL |
| 3    | Libuše Benešová | 16 grudnia 1998 - 23 listopada 2000   | ODS     |
| 4    | Ivan Havlíček   | 24 listopada 2000 - 19 grudnia 2000   | ČSSD    |
| 5    | Petr Pithart    | 19 grudnia 2000 - 15 grudnia 2004     | KDU-ČSL |
| 6    | Přemysl Sobotka | 15 grudnia 2004 - 13 listopada 2010   | ODS     |
| 7    | Milan Štěch     | 24 listopada 2010 - 14 listopada 2018 | ČSSD    |
| 8    | Jaroslav Kubera | 14 listopada 2018 - 20 stycznia 2020  | ODS     |
| 9    | Miloš Vystrčil  | od 19 lutego 2020                     | ODS     |